# آنا موسیسیان
آنا موسیسیان (ارمنی: Աննա Մովսիսյան؛ زادهٔ ۱۵ ژوئیهٔ ۱۹۸۸) تنیس‌باز اهل ارمنستان است.